# 純子と涼のアシタヘストライク!
『純子と涼のアシタヘストライク!』（じゅんことりょうのアシタへストライク）は、文化放送で深夜放送されていたアニラジ。メインスポンサーはアミューズメントメディア総合学院で、アシスタントも学院生からオーディションで選ばれていた。放送開始は2003年7月。2006年10月にタイトルを『純子と涼のアシタヘストライク!F』とし番組リニューアル、2007年4月1日放送終了。

## 放送時間
- 毎週日曜日 25:30 - 26:00（月曜日 1:30 - 2:00）

## パーソナリティ
- 皆川純子（声優） 番組内では「チーム茨城（皆川の出身地から）」の代表。
- 広橋涼（同上） 番組内では「チームヘルメ（髪型をヘルメットに例えて）」代表。

## アシスタント
- 初代
  - 桑原敬一
  - 鹿野優以
- 2代目
  - 岡部涼音（あだ名：おかちょ）
  - 小松加奈（あだ名：かなちょ）
- 3代目
  - 五島貴史（あだ名：おやじん）
  - 戸塚利絵（あだ名：トリッツ）
- 4代目
  - 西田雅一（あだ名：エディ）
  - 籠瀬千恵子（あだ名：りんこ）

なお、4代目アシスタントパーソナリティの2人は2006年12月31日の放送で卒業したため2007年1月～3月の放送はアシスタントパーソナリティ不在で行った。

## 番組概要
日曜深夜の締めを担当する番組（2:00-5:00は、放送機器点検による放送休止）で、テーマは「滋養強壮栄養補給番組」。スポーツ企画など体を張った企画が多い。2006年6月、TBSラジオの「カンニング竹山 生はダメラジオ」で「今面白いラジオ番組」というテーマでメールを募ったところ、他局の番組であるアシタヘストライクが紹介される。
開始当初は、2003年秋改編までの短期放送の予定であったが、人気アニラジ番組となり、そこから幾つかの企画CDまでリリースされるに至ったほどである。
2006年10月には、番組の大幅なリニューアルを行い、タイトルも『純子と涼のアシタヘストライク!F』（FはFinalのFである）となった。そして、数週に一度ファイナリスト（ゲスト）を招き、一緒に番組を進行するようになった。

## 番組末期のコーナー
- オハガキストライク

いわゆる「ふつおた」である。お便りを紹介した後、野球のように「ストライク」「ボール」「デッドボール」「チェンジ」とランク分けされ、公式サイトにはリスナーごとの累積記録（スコア）が掲載されている。（現在は公式サイト閉鎖）
3アウト（ストライク9個）もしくは「チェンジ」を取ると、「ウイニングボール」がもらえる。
- アシタヘ特許許可局

リスナーが持っている特技に番組から特許を認定するかどうか決めるコーナー。特技にちなんだ課題をパーソナリティ4人で挑戦し、4人が成功すれば、「誰でも出来る特技」として特許不認定、失敗すればリスナーの特許認定となる。過去のチャレンジ企画に「文化放送の番組名70個覚える」「寝起きに油物を食す」など。リスナーとパーソナリティの対決の場でもあり、特許認定の数が5つ溜まるとパーソナリティに、特許不認定が5つ溜まるとリスナーに罰ゲームが発生する。過去に特許認定の数が5つ溜まったためにパーソナリティが罰ゲームを受けた事が一度有る。
アシタヘストライクFになってからはアシタヘ特許許可局2と名前を変え、ファイナリストが来た時はファイナリストの特許を認定するかどうかを決めるコーナーになる（こちらも特許認定が5つ溜まったためパーソナリティが罰ゲームを受けた）。
- アシタヘコンフィグレーター

リスナーが出したお便りに対し、「答える人」「サブコマンド(シチュエーション)」「答え方」を設定することにより、リスナーの願いどおりの返事をするコーナー。答える人は皆川・広橋から選び、サブコマンドは「お嬢様っぽく」「妹っぽく」、答え方は「叱る」「慰める」の中から選択する。リスナーに潜在的マゾヒズム（性的興奮を示すものではなく、イジられることが好きな人を指す）を持つ人が多く、「叱る」を選択するおたよりが多い。設定項目が増えるたびにバージョンアップしている。

## 過去のコーナー
- オレガルールブックダ（公式サイトに基づき、コーナー名はカタカナ表記）

リスナーから迷っていることを送ってもらい、皆川と広橋がさまざまな対決をして、勝った方がアドバイスを送る。チーム茨城・チームヘルメで対決し、10回負けると罰ゲームを受けることになる。過去の罰ゲームに「体のスリーサイズの合計×サイコロの目の数だけボウリングのストライクを集める」「新年の初売りに並ぶ」「カウンタの数だけ歩く」など。ボウリングのストライク集めはリスナーからも募集し、1458個の目標を大幅に上回る7135個のストライクがあつまった。
- エチュードドラマ

大まかな設定だけを元に、アドリブを交えてドラマを進めていくコーナー。過去のテーマは「時のしずく」「時の螺旋」「カンパケ!」。「カンパケ!」は架空のラジオ局「ラジオ帝都」を舞台にしたドラマで、その後番組内でラジオ帝都グッズが作られ、イベントで販売された。
- ダジャレヒット&ラン

リスナーからダジャレを送ってもらい、それをピッチャー側のチームが披露（投球）し、バッター側のチームがそのダジャレにあった突っ込み（打つ）をすることにより、ヒットやホームラン、ファウルというように判定、得点の多いチームの勝ちである。

## 特別企画

### ワールドカップ優勝国予想
期間：2006年6月4日-7月30日
ドイツで開催されるFIFAワールドカップの優勝国予想を行う企画。基本的には1月の箱根駅伝優勝校予想と同様で、今回も文化放送の松島茂アナウンサーをゲストに呼び、予想の参考とした。今回も下位予想者は罰ゲームが待っている。また、リスナー参加企画として、西田雅一が日本の初戦である日本対オーストラリア戦をどこで観戦するか、その場所を当てるクイズも企画。正解者の中から抽選で1名が、浜松町の新社屋での番組収録に招待された。
- 皆川：ブラジル
- 広橋：オランダ
- 籠瀬：日本
- 西田：アルゼンチン
- 松島：イングランド

(実際はイタリアの優勝)
松島茂アナウンサーが半年振りに来たということで、箱根駅伝予想で優勝校を当てられなかった罰ゲーム「ホームランナイターが早く終わった際にアシタヘ音頭を流す」という企画が伝えられた。
上記の結果、全員が優勝国を予想できなかったため、全員が罰ゲームとしてオタ芸を踊ることになった。オタ芸知識のあるミラッキの指導で「ロマンティック 浮かれモード」（藤本美貴）の振り付けを教えられた。後日、その様子がBBQRで配信された。

### 箱根駅伝優勝校予想
放送日：2006年1月1日・1月15日
2006年の箱根駅伝の優勝校を予想する企画。現状を探るため、ゲストに文化放送の松島茂アナウンサーを呼び、彼も予想に参加した。各人の予想は以下のとおり。
- 皆川：駒澤大学
- 広橋：東海大学
- 戸塚：順天堂大学
- 五島：神奈川大学
- 松島：日本大学（予想前の解説で一度も触れなかったことに一同からブーイングが起こる）

また、リスナー参加型企画として、往路2区で五島が応援している場所を探し、見つけた人から抽選で1名を番組の収録現場へ招待するクイズコーナーもあったが、正解者は出なかった（亜細亜大学が優勝）。駅伝後、この中で下位だった神奈川大学を予想した五島が「箱根駅伝のゴール地点で駅弁を食べる」というダジャレ落ちの罰ゲームを受けることになった（この罰ゲームの内容は、アシタヘストライクファンディスク2で見られる）。

### アシタヘ総選挙
放送日：2005年9月4日・9月11日
2005年9月11日に投開票が行われた衆議院議員総選挙のパロディ企画で、パーソナリティを4つの党に別け、リスナー投票で第一党を決める選挙が行われた。それぞれのパーソナリティ(党)は公約を掲げ、日本各地を9つにブロック分けし、ブロック獲得数の多かった第一党の公約が実現するというもの。ゲストに折笠富美子を迎え、彼女も党を立ち上げた。
- 皆川「アシタヘ党」：(公約)すわり心地のよい椅子がほしい。それでこそ高品質の番組が作れる。
- 広橋「新党ギャランドゥ」：(公約)リスナー還元企画として、リスナー宅での出張収録。
- 戸塚・五島「アミューズメン党」：(公約)写真集を出したい。
- 折笠「オリカッサーマイン」：(公約)文化放送であなた一人だけのためにライブ開催。

放送は12日午前4時（通常は放送機器点検で放送休止時間帯）から放送され、ゲストの折笠・特別司会の鷲崎健と共にトークをしている最中に、隣のスタジオで集計中の各ブロックごとの開票結果が速報形式で割り込んでくるという、手の込んだつくりになっていた。また、エンディングでこの番組の後に放送される「白井静雄のドンとこい!」へ「白井さん、よろしくお願いします」とメッセージを送ったところ、直後の「ドンとこい!」オープニング上で白井静雄アナウンサーが「声優の皆様にお願いされましたねぇ…やりますよ」と返答するなど、番組間のつながりの深さもアピールした。
結果は広橋の「新党ギャランドゥ」が第一党になり、その後、リスナー宅で出張収録を行った。

### 『アシタヘストライクF』×『昌鹿野編集部』＝? 相互乗り入れスペシャル
放送日：2006年12月17日
2006年12月17日に行われたラジオ関西の番組「集まれ昌鹿野編集部」との相互相乗り生放送企画で、東京の文化放送を舞台に、アシタへストライクFと集まれ昌鹿野編集部の番組にお互いのパーソナリティーがゲストに招かれる形で行われた。まずは当日、同企画の為に特別に東京の文化放送スタジオを間借りして朝まで生放送企画を行っていた、12:00からの昌鹿野編集部のレギュラー枠（第1部）に広橋涼と皆川純子が登場。その後、文化放送BBQRで当時放送されていた4代目アシスタント2名によるインターネット生放送「エディとりん子の生アシタヘ副音声」に、昌鹿野編集部員であるアミューズメントメディア総合学院大阪校の生徒の横井悠・徳留志津香がゲスト出演し、中途から同番組へ昌鹿野第1部の放送を終えたアシタへ・昌鹿野のメインパーソナリティーも乱入。最後に、25:30からアシタへストライクFへ小野坂昌也と鹿野優以がゲスト出演する、という、3つのスタジオを相互に移動する（生アシタへ副音声の昌鹿野編集部放送時間への重複を含むと）2時間以上に及ぶ大型企画であった。放送終了後、そのままアシタへメンバーは翌週分を同じスタジオで収録しており、広橋涼はその折の企画で作った得体の知れないアレンジを施したチキンラーメンを、朝まで放送を続けていた昌鹿野編集部の第2部半ばに差し入れしに乱入している。

## アシタヘ・アシスタント・オーディション（A3）
アシスタントパーソナリティを選出する際、毎年行っているのが「A3(Ashitahe・Assistant・Audition)」である。毎回志向を凝らした内容で、その様子は番組内でも放送される。2005年はアメリカ横断ウルトラクイズ（日本テレビ）のパロディ「アシタヘ横断ウルトラクイズ」を実施。BGMから番組内でのしゃべり方など、忠実に再現した。オーディション企画でありながら、1ヶ月にわたってその様子を放送するという異例の展開となった。
- 国内1次予選 番組に関する○×クイズ。
- 国内2次予選 ジャンケン。
- 本選第一チェックポイント 笑いのセンスを見るためのペーパーテスト。
- 本選第二チェックポイント 突然候補者に電話をかけその場で面接、さらにクイズを出題し、四ツ谷の文化放送まで解答にいかなくてはならない。
- 本選第三チェックポイント ダジャレヒット&ランバトルロイヤル。
- 本選第四チェックポイント 大声大喜利。

国内・本選と称しているが、すべて四ツ谷の文化放送を中心に行われた。
2005年の大掛かりな企画と一転、2006年は1週のみの放送と落ち着いた。最初の企画は「A3ジャパンカップ」で、チーム毎にミニ四駆をその場で組み立ててもらい、レースを行った。その後、そのままのペアごとに3分間のミニ番組を制作し、アシタヘストライク公式サイトで公開、リスナーからの投票で2名を選出。(ただし、アシスタントは最初のチームがそのままペアでなるのではなく、個人ごとの評価によって選出)。その結果、籠瀬・西田の2人がアシスタントとなった。

## パイペン
パイペンとは、アシタヘストライク内で作られた室内競技である。第3期アシスタントの五島貴史を「プロパイペニスト(パイペン+ist)」と呼び、番組内や公開イベントを中心に普及活動を行った。
ルールは、足元に設定したラインを超えないように、胸部(乳首、パイペポイントと呼ぶ)に当てたペン(主にボールペン)を、上半身の屈伸とボールペンのノックの力で飛ばすという単純なものである。ラインを超えたり、投げる際にペンを持った手を胸から離してはいけない。基本の飛ばし方は膝や腰の屈伸を利用したものであるが、番組内では、上半身を左右に揺らしてから飛ばすなど様々な投擲方法が考案された。番組内で諏訪部順一をゲストに、接待パイペン企画が開催され、2006年春の番組イベントでは、会場に集まった観客数名と五島によるパイペン大会が行われた。
五島はアシタヘストライク卒業後、2006年10月から放送開始したアクターズゲイト 松来未祐のぷるるん大作戦!!内で、パイペン耐久レース企画を紹介、実行した。

## 楽曲
- アはアシタへのア 作詞：三浦徳子 作曲・編曲：山移高寛 歌：皆川純子・広橋涼
- アシタヘ音頭 作詞：Charly 作曲・編曲：山移高寛 歌：皆川純子・広橋涼
- GOAL(希望) 作詞:Charly 作曲・編曲:神津裕之 歌:皆川純子/広橋涼 コーラス:油谷智也/志田絵美/岡部涼音/小松加奈
- アシタヘドンドン 作詞:Charly 作曲・編曲:神津裕之 歌:皆川純子/広橋涼 コーラス:油谷智也/志田絵美/岡部涼音/小松加奈

コーラスの油谷・志田はイメージソングオーディションによって選ばれた。
- みんなゲンキ 作詞:GITOKU 作曲:本田孝信 編曲:竹中文一 歌:皆川純子/広橋涼
- 歩いてきた 作詞:GITOKU 作曲:桑木野恒 編曲:竹中文一 歌:皆川純子/広橋涼

## FANDISK
- 純子と涼のアシタヘストライク! FANDISK (2005年4月27日)
- 純子と涼のアシタヘストライク! FANDISK 2 (2006年6月30日)

どちらもCD・DVD2枚組

## 番組イベント
- 三代目アシスタントパーソナリティ・卒業イベント（2006年3月26日） 東京都江東区亀戸サンストリート

皆川純子の罰ゲーム（文化放送から亀戸まで徒歩）が行われ、イベントのラストに会場入りした。アシスタントの卒業式は、A3と同様ウルトラクイズ方式で、五島が「空気を読んで」不正解で小麦粉を全身に被ることになった。
- アシタヘストライク!エキスポ2005（2005年7月10日） 東京都荒川区 サンパール荒川

ゲスト：小野坂昌也、有島モユ
- 番組テーマソング発売記念 ライブイベント2004（2004年11月28日） 東京都江東区 亀戸サンストリート

広橋涼の罰ゲーム「ボウリングのストライク集め」の結果が発表された（過去のコーナー参照）。

## ファイナリスト
2006年10月の改編、純子と涼のアシタヘストライク!Fになって新設されたゲストコーナー。一般的にはトップレベルの実力を持つ人の意味だが、この番組ではいろんな意味でトップレベルの実力を持っている人の意味。
- 鹿野優以（2006年10月8日）
- 加藤英美里（2006年10月29日）
- 柿原徹也（2006年11月19日）
- 五島貴史（2006年12月3日）
- 小野坂昌也・鹿野優以（2006年12月17日）
- 桑原敬一（2007年1月7日）
- 三宅健太（2007年1月28日）